# Харавги
Харавги (на гръцки: Χαραυγή, до 1961 година Αμύγδαλα, Амигдала, до 1928 година Τζουμά, Дзума) е бивше село в Гърция в дем Кожани, област Западна Македония.

## География
Селото е било разположено на 730 m надморска височина в равнината Саръгьол в западното подножие на планината Каракамен (Вермио).

## История

### В Османската империя
В „Етнография на вилаетите Адрианопол, Монастир и Салоника“, издадена в Константинопол в 1878 година и отразяваща статистиката на населението от 1873 година Джумая (Djoumaya) е посочено като село в каза Джумали с 600 домакинства и 1180 жители мюсюлмани.
В 1889 година Стефан Веркович („Топографическо-этнографическій очеркъ Македоніи“) пише за Джума:
| „ | На половин час на запад оттук [Байракли] е разположено мохамеданското село Джума, разделено на две части, от които едната е в гориста местнот, а другата в равнината. В него има 36 къщи и 105 нуфузи, които плащат 3800 пиастри данък. В селото има 2 джамии и няколко извора с добра вода. Близо до селото в петък става пазар. | “ |

Според статистиката на Васил Кънчов („Македония. Етнография и статистика“) в 1900 година Джумая е турско село в Кайлярска каза с 850 жители турци.
На Етнографската карта на Битолския вилает на Картографския институт в София от 1901 година Джумая е чисто турско село в Кайлярската каза на Серфидженския санджак със 130 къщи.
Според статистика на Серфидженския санджак на гръцкото консулство в Еласона от 1904 година в Джума (Τζιούμα), Кайлярска каза, живеят 700 турци.
При избухването на Балканската война в 1912 година един човек от Джумая е доброволец в Македоно-одринското опълчение.

### В Гърция
През войната в селото влизат гръцки части и след Междусъюзническата в 1913 година остава в Гърция. През 20-те години турското му население се изселва и на негово място са заселени гърци бежанци. В 1928 година селото е чисто бежанско и има 299 бежански семейства с 1256 души. В същата 1928 година селото е прекръстено на Амигдала, а в 1961 година на Харавги.
Традиционно населението се занимава с отглеждане предимно на жито, картофи, грозде, както и със скотовъдство.
Селото е изселено поради разработване на мина в района. Жителите му се заселват в Неа Харавги.
| Име         | Име          | Ново име      | Ново име      | Описание                  |
| ----------- | ------------ | ------------- | ------------- | ------------------------- |
| Трипан Чаир | Τρυπάν Τσαΐρ | Ливади        | Λιβάδι        | местност на ЮЗ от Харавги |
| Селме       | Σελμὲ        | Вриси Кардияс | Βρύση Καρδιάς |                           |
| Бейка       | Μπέηκα       | Като Синикия  | Κάτω Συνοικία |                           |
| Трап        | Τράπ         | Амбелия       | Άμπέλια       |                           |
| Грумуради   | Γκρουμουράδι | Рема          | Ρέμα          | река на СИ от Харавги     |

| Година    | 1913 | 1920 | 1928 | 1940 | 1951 | 1961 | 1971 | 1981 | 1991 | 2001 | 2011 | 2021 |
| --------- | ---- | ---- | ---- | ---- | ---- | ---- | ---- | ---- | ---- | ---- | ---- | ---- |
| Население | 802  | 850  | 1154 | 1338 | 1177 | 1228 | 1092 | 1238 | 1066 | 26   | 6    | 0    |

## Личности
Родени в Харавги
- Йероклис Михаилидис (р. 1960), гръцки актьор
- Митко Атанасов (? – 1912), македоно-одрински опълченец, Втора рота на Пета одринска дружина, загинал на 5 ноември 1912 година[13]
- Теофилакт Георгиадис (р. 1951), гръцки духовник, йордански архиепископ на Йерусалимската патриаршия

Други
- Соня Теодориду, гръцка оперна певица, по произход от Джума